# گلن ویل

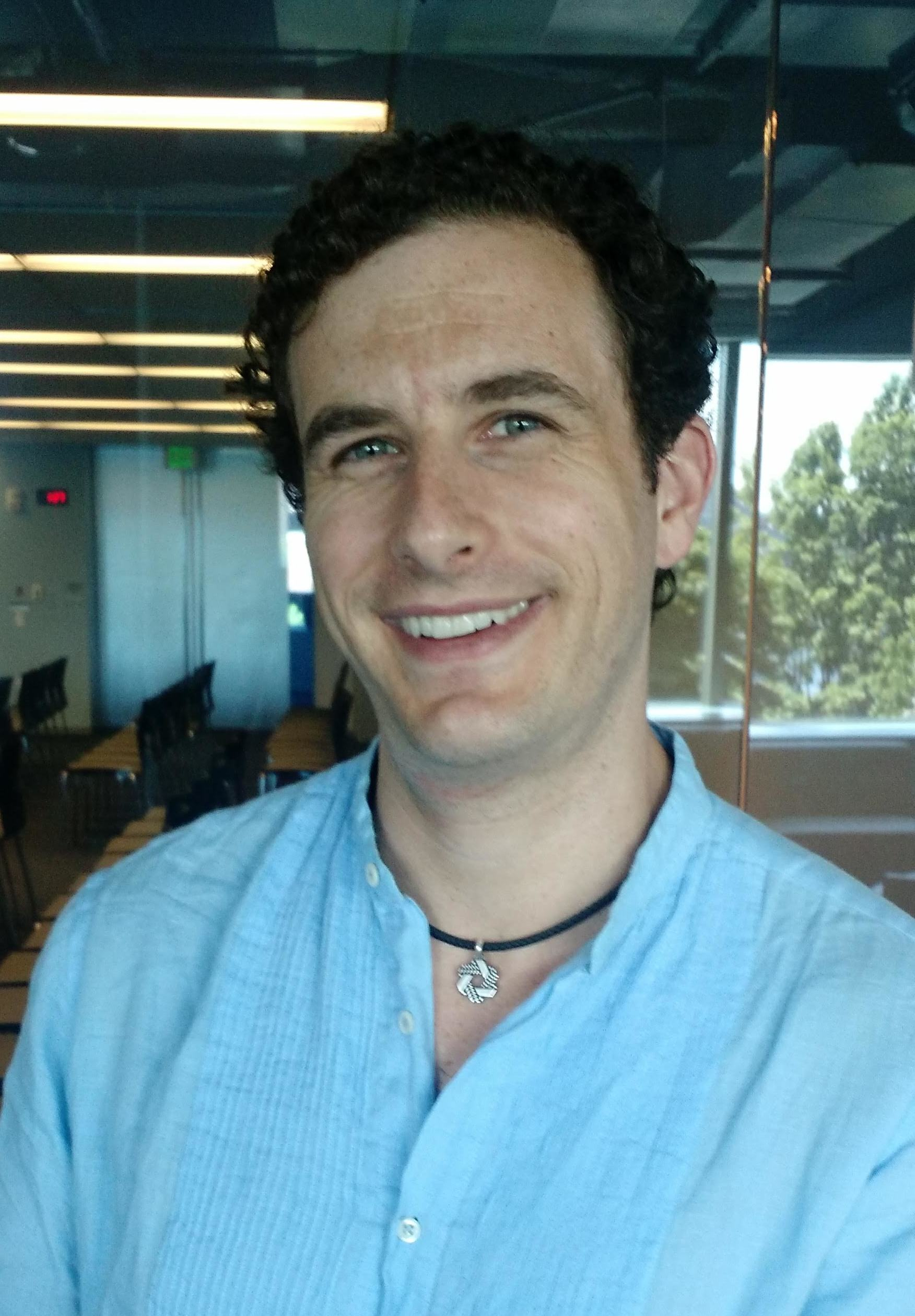
ویل در سال ۲۰۱۸

اِریک گلِن وِیل (زاده ۶ مه 1985) یک اقتصاددان آمریکایی و پژوهشگر مایکروسافت ریسرچ نیوانگلند و یکی از دو نویسندهٔ کتاب بازارهای رادیکال: ریشه کن کردن سرمایه‌داری و دموکراسی برای تحقق جامعه‌ای عادلانه است.
وِیل یکی از ابداع کنندگان رای‌گیری مربع، به عنوان روشی در تصمیم‌گیری جمعی است که به منظور امکان بیان دقیق احساسات رای‌دهندگان در مورد یک موضوع به کار می‌رود. و روش تامین مالی مربع، روشی برای پرداخت دموکراتیک منابع، را نیز طراحی کرده‌است.

## سنین جوانی و تحصیل
ویل در سانفرانسیسکو به دنیا آمد، و در پالو آلتو، کالیفرنیا بزرگ شد. او یهودی است. در محیط خانواده او، والدینش طرفدار حزب دموکرات بودند. ویل در جوانی پس از آشنایی با آثار آین رند و میلتون فریدمن، عقاید بازار آزاد را پذیرفت.
ویل در سال ۲۰۰۳ از دبیرستان مقدماتی Choate Rosemary Hall فارغ‌التحصیل شد و در آنجا جایزه داگلاس نورث را برای اقتصاد و جایزه ویلیام گاردنر و مری آتواتر چوات را به عنوان محقق برجسته مرد دریافت کرد. او به دانشگاه پرینستون رفت، جایی که چهار سال بعد، تمام دروس و امتحانات خود را برای دکترای فلسفه در اقتصاد به پایان رساند و در سال ۲۰۰۷ شاگرد اول شد.

## حرفه
ویل پس از دکترای خود، سه سال را به‌عنوان عضو جوان در انجمن پیروان هاروارد و سه سال دیگر را به عنوان استادیار در دانشگاه شیکاگو گذراند و سپس به عنوان اقتصاددان و محقق به مایکروسافت ریسرچ ملحق شد. او همچنین دوره‌ای را در دانشگاه ییل با عنوان «طراحی اقتصاد دیجیتال» تدریس می‌کند که اقتصاد و علوم رایانه را به همان شکلی که اقتصاددانان دیجیتال در شرکت‌های فناوری ترکیب می‌کنند، ترکیب می‌کند.

## کتابشناسی برگزیده
- بازارهای رادیکال: ریشه کن کردن سرمایه‌داری و دموکراسی برای یک جامعه عادلانه (انتشارات دانشگاه پرینستون، ۱۵ مه ۲۰۱۸،شابک ‎۹۷۸–۰۶۹۱۱۷۷۵۰۲)، نوشته شده با اریک پوزنر[۹]

## زندگی شخصی
ویل در سال ۲۰۱۰ با آلیشا کارولین هالند ازدواج کرد آنها در سال ۲۰۰۳ در اولین سال حضورشان در پرینستون با هم آشنا شدند. تا تاریخ ۲۰۱۸ هالند به عنوان دانشیار رشتهٔ سیاست در پرینستون کار می‌کرد.